# Siggaboda Södra
Siggaboda Södra är ett naturreservat i Olofströms kommun i Blekinge län.
Reservatet är skyddat sedan 2004 och omfattar 4,5 hektar. Det är beläget nordväst om Fridafors och består i allt väsentligt av äldre granskog. Syftet med naturreservatet är främst att bilda en skyddszon mot det i norr angränsande Siggaboda naturreservat i Kronobergs län.